# De Liefde (Sakura)
De Liefde is een windmolen in het Japanse Sakura. De molen is in 1994 door de Nederlandse molenmaker Verbij gebouwd ter gelegenheid van het veertigjarig bestaan van de stad.
De romp van deze maalvaardige poldermolen is, om eventuele aardbevingen beter te kunnen doorstaan, uit beton vervaardigd, dat is bekleed met ijsselsteentjes om het aanzicht van een origineel Hollandse molen zo goed mogelijk te benaderen. De naam is afgeleid van het Hollandse zeilschip De Liefde, dat ruim vierhonderd jaar geleden als eerste Hollandse schip Japan bereikte.